# كأس ألبانيا 1970–71
كأس ألبانيا 1970–71 (بالألبانية: Kupa e Republikës 1970-71‏) هو موسم من كأس ألبانيا. أشرف على تنظيمه اتحاد ألبانيا لكرة القدم، وفاز فيه دينامو تيرانا.